# 쉬징언
쉬징언(중국어: 徐靖恩, 병음: Xu Jingen, 한자음: 서정은, 2006년 12월 26일 ~ )은 중화민국의 바둑 기사이다. 신베이시 출신으로 대만기원 소속의 5단이다.

## 경력
2006년 신베이시에서 태어난 쉬징언은 2013년(6세)부터 바둑을 공부하기 시작했으며 첫 스승은 바둑 기사 장쉬의 아버지 장위안시 사범이었다. 2014년 5월부터 2016년 7월까지 장 사범의 소개를 받은 후 성셴기원(聖賢棋院)에 입학하여 린성셴 8단에게 사사했다. 2015년 5월부터 2016년 6월까지 일본 바둑 기사 장쉬 사범이 부인, 딸과 함께 대만에 임시 체류했는데, 쉬징언은 운 좋게도 장쉬 사범과 고바야시 이즈미 사범의 지도를 받았다. 2014년 11월부터 2016년 8월까지 양지더 사범을 초대하여 특별지도를 받았다. 2016년 8월 하이펑기원(해봉기원)에 입학해 저우쥔쉰과 샤다밍, 류야오웬, 황샹런 등 전문 바둑 사범으로부터 지도를 받았으며, 2017년 9월 공식적으로 저우쥔쉰 사범의 제자가 되었다.